# Динамо (футбольный клуб, Харьков)
«Дина́мо» (укр. «Динамо») — украинский футбольный клуб из Харькова. Основан в 1925 году и расформирован в 1940. Футбольный клуб был восстановлен 1 августа 2014 года, когда была открыта детская футбольная школа. Дети разных возрастов с 4 до 16 лет клуба «Динамо» участвуют в международных и городских соревнованиях.

## Достижения
Чемпионат УССР: 
- Чемпион (3): 1928, 1932, 1934.
- Вице-чемпион (1): 1931.
- Бронзовый призёр (1): 1935.

Кубок УССР:
- Полуфиналист (1): 1937.

Чемпионат СССР группа Б:
- 4 место (1): (1940).

Кубок СССР:
- 1/8 финала (1): (1939).

Выступления в наши дни
- В зимнем кубке (2015) г. Львов — 4-е место.
- В чемпионате города Харькова 2014—2015 — 6-е место по детям 1998 году рождения.
- В чемпионате города Харькова 2018—2019 — 1-е место детьми 2005 года в группе 2004 года.
- На товарищеском турнире в Болгарии летом 2019 — 5 место из 12 по 2005 году
- Участвуют в Чемпионате Украины 2019—2020 по 2003 (U-17) и 2005 (U-15) годам